# Steinberger (Gitarren)

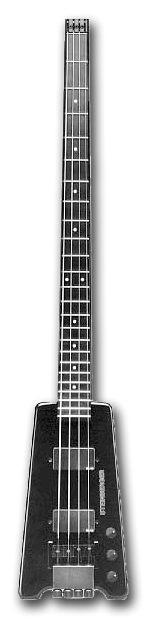
Steinberger E-Bass-Modell L2 von 1980, ohne Kopfplatte und mit minimalistischem, eckigem Korpus

Steinberger ist eine US-amerikanische Marke von E-Bässen und E-Gitarren der Gibson Guitar Corporation. Das von Ned Steinberger gegründete Unternehmen wurde 1979 durch das neuartige Design des Steinberger L bekannt, ein E-Bass-Modell, das erstmals keine Kopfplatte aufwies (englisch: Headless) und das größtenteils aus einem Verbundwerkstoff (ein Kohlenstofffaser-Kunstharz-Laminat) konstruiert war.

## Unternehmensgeschichte
Gründer der Firma ist Ned Steinberger (* 1948), Sohn des deutsch-jüdischen US-Physiknobelpreisträgers Jack Steinberger. Nach seiner Ausbildung zum Bildhauer am Maryland Institute College of Art begann Steinberger 1975 beim Möbelhersteller Thonet in Frankenberg (Eder), ehe er bereits im darauf folgenden Jahr mit dem Spector NS Model seinen ersten E-Bass entwarf. Während seiner Zeit beim US-Musikinstrumentenhersteller Spector begann Steinberger mit kohlenstofffaserverstärktem Kunststoff zu experimentieren, dessen Resultat das sogenannte Steinberger-Blend-Material ist.
Mit dem L2-Bass gelang ihm 1979 der erste Erfolg. Dessen auf ein Minimum reduzierter viereckiger Korpus und der Instrumentenhals ohne Kopfplatte mit am Korpusende angebrachten Stimmmechaniken sorgten bei der US-Musikmesse NAMM Show in Kalifornien zunächst für Erheiterung. Zitat Ned Steinberger: „Wir nahmen an der Sommer-NAMM 1980 teil und waren so ziemlich die Lachnummer der Messe.“ Der Spott wandelte sich zu Begeisterung, als der anwesende Bassist Andy West den Steinberger-Bass vorführte: „Am nächsten Tag gab es einen Ansturm auf unseren Messestand, und so blieb das auch in den folgenden Jahren.“
Die ersten drei Prototypen des L2 wurden an John Entwistle (Bassist der englischen Rockband The Who), Tony Levin (Bassist von King Crimson) und Andy West (Dixie Dregs) verkauft. Im Jahr 1980 wurde die Firma Steinberger Sound gegründet. Im folgenden Jahr wurde der L2-Bass als erstes Musikinstrument unter die fünf besten Designs der Industrial Designers Excellence Award der Industrial Designers Society of America (ISDA) gewählt. Ein Jahr darauf gewann Steinberger den Reinforced Plastics/Composite Award der Society of The Plastics Industry Inc. und brachte mit dem Modell GL sein erstes Gitarrenmodell heraus.
Eine von Steinbergers Entwicklungen ist das TransTrem: Dieses Vibratosystem erlaubt es, nicht nur die Saitenspannung (und somit auch die Tonhöhe) zu erhöhen beziehungsweise abzusenken, sondern es ermöglicht entgegen anderen Systemen auch, die gesamte Stimmung der Gitarre zu transponieren. Dies erleichtert nicht nur das Spielen in verschiedenen Stimmungen, sondern birgt auch die Möglichkeit, sogenannte Chord-Bendings auszuführen.
Steinberger-Instrumente zeichnen sich durch einen besonders klaren, höhenreichen „Hi-Fi“-Ton aus, der aus der Härte des verwendeten Werkstoffs Epoxydharz/Graphit in Kombination mit der aktiven Elektronik resultiert, und der nicht nur Zustimmung fand: Einige Kritiker bezeichneten den Klang als „charakterlos“. Auf Initiative von Mike Rutherford, dem Gitarristen von Genesis, wurde das E-Gitarrenmodell GM entwickelt. Bei diesem wurde der minimalistische Verbundwerkstoff-Korpus durch einen traditioneller geformten Holzkorpus mit Seitenflügeln ersetzt. Damit sollten besonders Gitarristen angesprochen werden, denen das radikale Design des GL-Modells nicht zugesagt hatte.
Um auch im mittleren Preissegment Instrumente anbieten zu können, wurde die P-Serie entwickelt. Ausgestattet mit einem Holzkorpus und einem verschraubten Hals aus dem Kompositmaterial, aber mit derselben Hardware wie die L-Instrumente, war es möglich, die Produktionskosten und damit auch den Preis für den Endverbraucher gering zu halten. Die Korpusform war eine Mischung aus dem L-Design und dem Flying-V-Design von Gibson. Als elektromagnetische Tonabnehmer wurden wiederum Geräte der Marke EMG verbaut. Diese werden auf Steinberger-Instrumenten in zwei Varianten angeboten: Die Tonabnehmer sind mit einem integrierten Vorverstärker ausgestattet (aktive Elektronik), wenn das Firmenlogo am unteren Rand des Tonabnehmergehäuses aufgedruckt oder eingeprägt ist, sie wandeln die Saitenschwingungen passiv (ohne Vorverstärker), wenn das EMG-Logo in der Mitte der Gehäusekappe aufgedruckt ist. Die P-Serie genießt unter Fans einen guten Ruf, da es sich um authentische Steinberger-Instrumente handelt, die mit ihrem Holzkorpus aber vom Konzept des HiFi-Tons abweichen. Allerdings war die P-Serie – es gab auch E-Bässe – nicht sehr erfolgreich, weshalb diese Instrumente nicht lange produziert wurden und heute zu deutlich günstigeren Preisen als ihre Vorgänger der L-Serie am Gebrauchtmarkt erhältlich sind.
Ende der 1980er-Jahre wurde die Firma Steinberger von Gibson aufgekauft, was von Liebhabern der Steinberger-Instrumente nicht nur positiv aufgenommen wurde. Mitte der 1990er-Jahre wurde die Produktion komplett eingestellt. Die Wiederbelebung der Marke Steinberger startete 1999 mit den günstigen Steinberger-Spirit-Modellen, die komplett aus Holz gefertigt sind und daher den in den 1980er-Jahren recht beliebten Kopien des Musikinstrumentenherstellers Hohner sehr ähnlich sind. Ab 2002 wurde die Steinberger USA Series wieder eingeführt, mit einer Neuauflage der GM- und GL-Modelle, die von der Internet-Plattform MusicYo, einer Tochterfirma Gibsons, vertrieben werden. Bei den genannten USA-Modellen kommen, wie bei den Originalen, Instrumentenhälse aus Verbundwerkstoff zum Einsatz. Dennoch sind diese Instrumente nicht mit den bis Ende der 1980er-Jahre hergestellten Instrumenten zu vergleichen, da der Korpus bei allen heutigen Modellen aus Holz und nicht aus synthetischem Verbundwerkstoff gefertigt ist. Die Neuauflagen der GM- und GL-Modelle sind inzwischen nicht mehr erhältlich. Die aktuellen Reihen bestehen für E-Gitarren und Bässe aus der Spirit Collection und der Synapse Collection, sowie bei den E-Gitarren zusätzlich aus der Z-Collection mit einer Neuauflage des Trans-Trem (TT3), die nun nicht mehr nur über MusicYo vertrieben werden, sondern über den normalen Musikinstrumentenhandel. 2022 wurde eine Kooperation von Ned Steinberger und Gibson für ein neues Modell angekündigt.

## NS Design

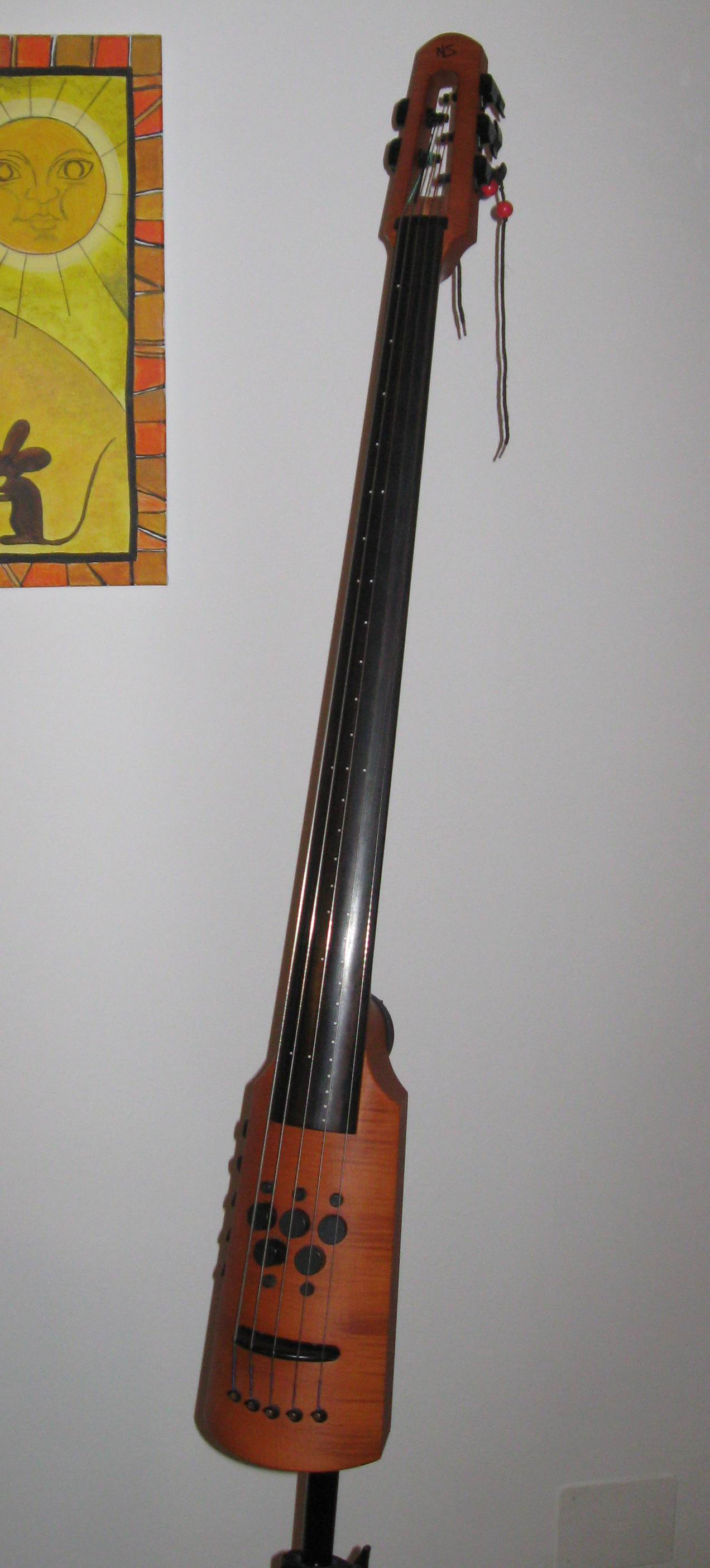
NS Design E-Cello

Ned Steinberger, der seine Instrumente aus rechtlichen Gründen nicht mehr unter dem Namen Steinberger produzieren konnte, gründete 1990 die Firma NS Design, deren Instrumente heute von der Firma NBE im tschechischen Hořovice hergestellt werden. Steinberger, der auch für das Design des Spector NS-Basses verantwortlich zeichnet, widmet sich inzwischen dem Design und der Produktion von E-Kontrabässen (Electric-Upright-Bässe), Celli und Violinen.